# Adolf Deucher

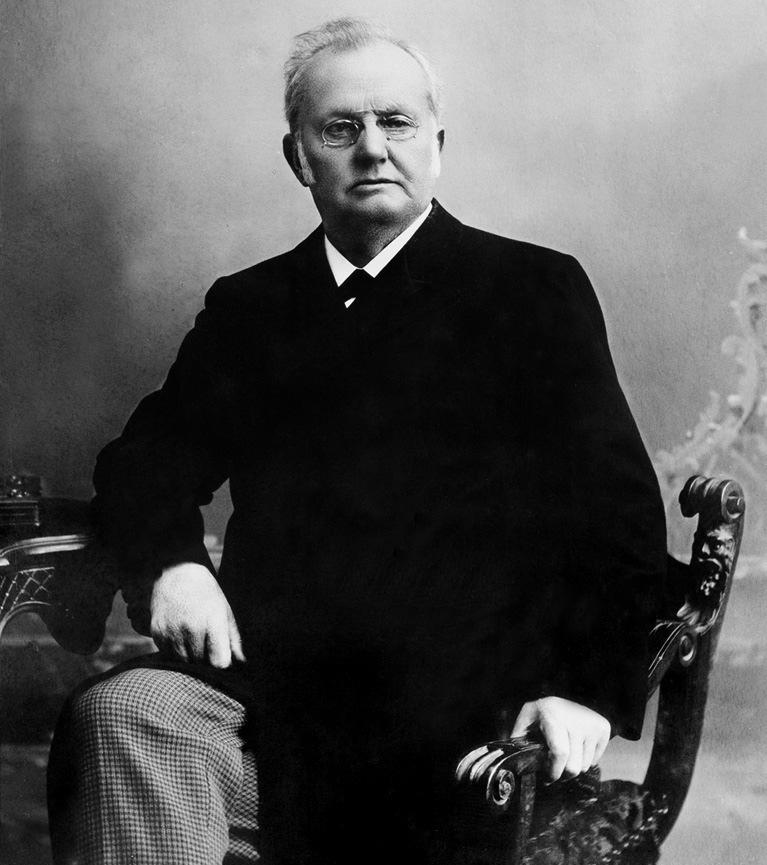
Adolf Deucher (ca. 1885)

Adolf Karl Wilhelm Deucher (* 15. Februar 1831 in Wipkingen; † 10. Juli 1912 in Bern; heimatberechtigt in Steckborn) war ein Schweizer Arzt und Politiker (FDP). Von 1858 bis 1872 gehörte er dem Grossen Rat des Kantons Thurgau an und war massgeblich an der Revision der Kantonsverfassung beteiligt. 1869 wurde er in den Nationalrat gewählt, verlor aber sein Mandat nach vier Jahren wieder, da er sich im Kulturkampf zu stark exponiert hatte und die Unterstützung der ländlich-katholischen Bevölkerung des Thurgaus verlor. 1879 zog er in den Thurgauer Regierungsrat und wiederum in den Nationalrat ein. 1883 folgte Deuchers Wahl in den Bundesrat, dem er bis zu seinem Tod angehörte. Seine Amtszeit von 29 Jahren ist die zweitlängste aller Bundesräte. Als Volkswirtschaftsminister prägte er die Schweizer Sozialgesetzgebung um die Jahrhundertwende entscheidend mit und setzte sich besonders für den Arbeiterschutz ein. Viermal war er Bundespräsident (1886, 1897, 1903 und 1909).

## Biografie

### Studium und Beruf
Das älteste Kind des Arztes Guntram Deucher und von Katharina Huber wurde in Wipkingen geboren, das heute ein Stadtteil von Zürich ist. Ein Jahr später siedelte die Familie nach Steckborn im Kanton Thurgau über, ihrem Bürgerort. Adolf Deucher besuchte dort die Schulen; später schickten ihn seine Eltern an das Gymnasium im Kloster Fischingen und an das Lyzeum Konstanz. 1847 begann er ein Medizinstudium an der Universität Heidelberg. Dort entwickelte er eine radikale freiheitliche Gesinnung, die ganz im Gegensatz zur katholisch-konservativen Familientradition stand: Die Deuchers hatten viele Jahre lang die Interessen des Klosters Reichenau am Südufer des Untersees vertreten und sich gegen jegliche demokratische Reformen gewandt.
Deucher setzte sein Studium in Prag und Wien fort und schloss 1851 an der Universität Zürich mit dem Doktorgrad ab. Er kehrte nach Steckborn zurück, wo er als Adjunkt des Bezirksarztes tätig war, eine eigene Arztpraxis eröffnete und sich politisch zu betätigen begann. 1860 heiratete er Paulina Schnebli aus Baden. Nachdem er 1862 bei einer lokalpolitischen Auseinandersetzung um den Neubau eines Schulhauses eine Niederlage hatte hinnehmen müssen, verliess er mit seiner Familie umgehend seinen Heimatort und zog in die Kantonshauptstadt Frauenfeld, wo er zusätzlich als Bezirksarzt und Sanitätsrat amtierte. Seine Zeitgenossen nannten ihn spöttisch «Doktor Strohfeuer», wegen seines impulsiven Auftretens und seiner Streitlust.

### Kantons- und Bundespolitik
1858 liess sich Deucher in den Grossen Rat des Kantons Thurgau wählen, dem er bis 1879 angehörte (1871/1872 als Ratspräsident). Zusammen mit Fridolin Anderwert war er im Kantonsparlament einer der Anführer der demokratischen Bewegung. Er gehörte zu den erbittertsten Gegnern von Eduard Häberlin, der die Kantonspolitik fast nach Belieben dominierte. Als Mitglied des Verfassungsrates war Deucher massgeblich an der Revision der Thurgauer Kantonsverfassung beteiligt, die direkt auf das «System Häberlin» abzielte. Zu den Reformen gehörten die Volkswahl des Regierungsrates, die Gründung der Thurgauer Kantonalbank und die Unvereinbarkeit verschiedener Ämter. Mit der Annahme der neuen Kantonsverfassung durch das Volk im Jahr 1869 verlor Häberlin seine bisher fast uneingeschränkte Macht.
Deucher trat zu den Parlamentswahlen 1869 an und schaffte im zweiten Wahlgang den Einzug in den Nationalrat. Er war sogleich in die heftige Auseinandersetzung um die Totalrevision der Bundesverfassung involviert. Er gehörte zu den prominentesten Befürworten eines zentralistischen Staates, auch setzte er sich vehement für die Erweiterung der Volksrechte ein. Der erste Verfassungsentwurf scheiterte in der Volksabstimmung vom 19. April 1872 knapp, woraufhin Deucher als Hauptinitiant unverzüglich die Arbeit an einem neuen Entwurf aufnahm. Während des Kulturkampfs verurteilte der Katholik Deucher öffentlich mehrmals die Politik der Ultramontanen und den «pfäffischen klerikalen Einfluss» der «schwarzen Mächte». Diese radikal antiklerikale Haltung kostete ihm im eher konservativen Thurgau etliche Sympathien. Ebenso kam es innerhalb der demokratischen Fraktion zu Differenzen, weshalb er 1873 als Nationalrat zurücktrat.
Im Thurgauer Grossen Rat blieb Deucher weiterhin politisch aktiv. Auch auf nationaler Ebene machte er von sich reden: An der nationalen Konferenz der Befürworter der Verfassungsrevision, die am 15. Juni 1873 in Solothurn stattfand, trat er vor 28.000 Zuhörern als quasi offizieller Sprecher der Ostschweiz in Erscheinung. Als Deucher 1879 angefragt wurde, für den Thurgauer Regierungsrat zu kandidieren, sagte er zu. Er stellte die Bedingung, dass er auch wieder im Nationalrat vertreten sein müsse. Da der Kulturkampf am Abflauen war, war er bei beiden Wahlen erfolgreich. In der Kantonsregierung war er für das Gesundheitswesen, die Erziehung und die Kirchen verantwortlich. 1882/1883 amtierte er als Nationalratspräsident. Er war als Kommissionspräsident an der Ausarbeitung eines Gesetzes beteiligt, das die Säkularisierung der Volksschule beschleunigen sollte und die Schaffung eines Schulsekretariats auf Bundesebene vorsah, was die Schulhoheit der Kantone eingeschränkt hätte. Oppositionelle Politiker ergriffen das Referendum, die konservative Presse verhöhnte Deucher als «Leibarzt des Schulvogts». Die Vorlage scheiterte am 26. November 1882 mit 77,2 % Nein-Stimmen.
Nach der Rücktrittserklärung von Simeon Bavier am 5. Januar 1883 gehörte Nationalratspräsident Deucher von Anfang an zu den aussichtsreichsten Kandidaten für dessen Nachfolge im Bundesrat, insbesondere von den Linksfreisinnigen erhielt er Unterstützung. Das liberale Zentrum und die Demokraten sprachen sich zwar für einen Kandidaten der Katholisch-Konservativen aus, um diese von ihrer reinen Oppositionsrolle abzubringen, waren sich aber letztlich uneinig. So wurde Deucher am 10. April 1883 bereits im ersten Wahlgang gewählt, mit 95 von 175 gültigen Stimmen. Auf den katholisch-konservativen Alois Kopp entfielen 76 Stimmen, auf weitere Personen 4 Stimmen. Deuchers Erfolg war darauf zurückzuführen, dass die Linke geschlossen für ihn gestimmt hatte. Die konservative Presse beklagte das Ergebnis und meinte, mit der Wahl des «Mannes der extremsten Linken» und eines bekennenden Kulturkämpfers habe sich das Gewicht innerhalb der Regierung spürbar verändert. Deucher selbst nahm die Wahl nach einer zweiwöchigen Bedenkzeit am 23. April an.

### Bundesrat
Während seiner 29-jährigen Amtszeit, der zweitlängsten aller Bundesräte, stand Deucher fünf verschiedenen Departementen vor. Als Neuling in der Landesregierung musste er zunächst in rascher Folge das Departement wechseln: 1883 Justiz- und Polizeidepartement, 1884 Post- und Eisenbahndepartement und 1885 Departement des Innern. 1886 war er erstmals Bundespräsident und übernahm gemäss den damaligen Gepflogenheiten für ein Jahr die Leitung des Politischen Departements. 1887 konnte er sich als Volkswirtschaftsminister etablieren und stand danach fast ein Vierteljahrhundert dem Handels-, Industrie- und Landwirtschaftsdepartement vor, nur unterbrochen durch die Präsidialjahre 1897, 1903 und 1909, als er vorübergehend wieder Aussenminister war.
Deucher näherte sich sozialdemokratischen Positionen an und erwarb sich grosse Verdienste um den Ausbau des Sozialstaates. 1890 nahm das Volk mit einer Dreiviertelmehrheit eine Verfassungsänderung zur Einführung einer Kranken- und Unfallversicherung an. Die Umsetzung dieses Verfassungsauftrags erwies sich jedoch als äusserst schwierig. Das Volk verwarf fast zehn Jahre später das Gesetz zur Einführung einer obligatorischen Kranken- und Unfallversicherung des Bundes für alle unselbständig Erwerbenden mit fast 70 %. Erst 1912 gelang es Deucher, nach dem Verzicht auf eine obligatorische staatliche Krankenversicherung, eine Unfallversicherung durchzusetzen. Mit 54,4 % wurde das Bundesgesetz über die Kranken- und Unfallversicherung angenommen, was schliesslich 1918 zur Gründung der SUVA führte.
Ein weiteres wichtiges Anliegen Deuchers war der Schutz der Arbeiter, beispielsweise durch die Einschränkung der Frauen-, Kinder- und Nachtarbeit. 1906 organisierte er die erste Internationale Arbeiterschutzkonferenz in Bern. An dieser gelang es ihm, das seit 1898 in der Schweiz geltende Verbot der Verwendung von Phosphor in der Streichholzherstellung international durchzusetzen. Nicht vollenden konnte er die Revision des mittlerweile überholten Fabrikgesetzes von 1877, doch die Sozialdemokraten lobten ihn ausdrücklich dafür, dass er die bestehende Gesetzgebung in vielen Fällen arbeiterfreundlich ausgelegt hatte. Deucher förderte das kaufmännische, haus- und landwirtschaftliche Bildungswesen und schuf Grundlagen für die Einführung von Arbeitslosenversicherung und Gesamtarbeitsverträgen. Durch den Abschluss neuer Handelsverträge band er die Schweiz enger an den internationalen Handel als je zuvor, was zu einer Blütezeit der Exportwirtschaft führte. Mit mehreren Neuregelungen der Zolltarife führte er den Übergang vom Freihandel zur gemässigten Schutzzollpolitik herbei.
Deucher setzte 1893 das erste Landwirtschaftsgesetz des Bundes durch. Ebenso förderte er die landwirtschaftliche Forschung: Unter seiner Leitung entstand in Bern-Liebefeld zwischen 1896 und 1899 die auf Agrochemie und Milchwirtschaft spezialisierte «Eidgenössische Landwirtschaftliche Versuchsanstalt» (heute der Hauptsitz des Forschungsinstituts Agroscope). Zu Beginn seiner Amtszeit wegen seines aufbrausenden Temperaments noch heftig umstritten, wurde Deucher im Laufe der Jahre immer populärer und mit immer besseren Ergebnissen im Amt bestätigt. 
Für seine vielfältigen Verdienste erhielt er 1886 das Ehrenbürgerrecht von Frauenfeld und zehn Jahre später jenes der Stadt Genf. Nach kurzer Krankheit starb er 81-jährig im Amt. Er wurde in Bern auf dem Bremgartenfriedhof beigesetzt, sein Grab ist mittlerweile aufgehoben. Seine Nachfolge trat Edmund Schulthess an.